# Уничтожение защиты (шахматы)
Уничтожение защиты — тактический приём, используемый для устранения (путём жертв или разменов) фигур или пешек соперника, защищающих или прикрывающих другие фигуры (в частности, короля). Нередко уничтожения защиты — составной элемент различных комбинаций.
|   | a | b | c | d | e | f | g | h |   |
| - | --- | --- | --- | --- | --- | --- | --- | --- | - |
| 8 | c8 чёрная ладья · f8 чёрный ферзь · g8 чёрный король · a7 чёрная ладья · f7 чёрная пешка · h7 чёрная пешка · a6 чёрный слон · e6 чёрная пешка · f6 белый слон · g6 чёрная пешка · h6 белый ферзь · a5 чёрный конь · e5 белая пешка · h5 белая пешка · a4 чёрная пешка · d4 чёрная пешка · h4 белая ладья · a3 белая пешка · g3 белая пешка · c2 чёрная пешка · f2 белая пешка · g2 белый слон · a1 белая ладья · g1 белый король | c8 чёрная ладья · f8 чёрный ферзь · g8 чёрный король · a7 чёрная ладья · f7 чёрная пешка · h7 чёрная пешка · a6 чёрный слон · e6 чёрная пешка · f6 белый слон · g6 чёрная пешка · h6 белый ферзь · a5 чёрный конь · e5 белая пешка · h5 белая пешка · a4 чёрная пешка · d4 чёрная пешка · h4 белая ладья · a3 белая пешка · g3 белая пешка · c2 чёрная пешка · f2 белая пешка · g2 белый слон · a1 белая ладья · g1 белый король | c8 чёрная ладья · f8 чёрный ферзь · g8 чёрный король · a7 чёрная ладья · f7 чёрная пешка · h7 чёрная пешка · a6 чёрный слон · e6 чёрная пешка · f6 белый слон · g6 чёрная пешка · h6 белый ферзь · a5 чёрный конь · e5 белая пешка · h5 белая пешка · a4 чёрная пешка · d4 чёрная пешка · h4 белая ладья · a3 белая пешка · g3 белая пешка · c2 чёрная пешка · f2 белая пешка · g2 белый слон · a1 белая ладья · g1 белый король | c8 чёрная ладья · f8 чёрный ферзь · g8 чёрный король · a7 чёрная ладья · f7 чёрная пешка · h7 чёрная пешка · a6 чёрный слон · e6 чёрная пешка · f6 белый слон · g6 чёрная пешка · h6 белый ферзь · a5 чёрный конь · e5 белая пешка · h5 белая пешка · a4 чёрная пешка · d4 чёрная пешка · h4 белая ладья · a3 белая пешка · g3 белая пешка · c2 чёрная пешка · f2 белая пешка · g2 белый слон · a1 белая ладья · g1 белый король | c8 чёрная ладья · f8 чёрный ферзь · g8 чёрный король · a7 чёрная ладья · f7 чёрная пешка · h7 чёрная пешка · a6 чёрный слон · e6 чёрная пешка · f6 белый слон · g6 чёрная пешка · h6 белый ферзь · a5 чёрный конь · e5 белая пешка · h5 белая пешка · a4 чёрная пешка · d4 чёрная пешка · h4 белая ладья · a3 белая пешка · g3 белая пешка · c2 чёрная пешка · f2 белая пешка · g2 белый слон · a1 белая ладья · g1 белый король | c8 чёрная ладья · f8 чёрный ферзь · g8 чёрный король · a7 чёрная ладья · f7 чёрная пешка · h7 чёрная пешка · a6 чёрный слон · e6 чёрная пешка · f6 белый слон · g6 чёрная пешка · h6 белый ферзь · a5 чёрный конь · e5 белая пешка · h5 белая пешка · a4 чёрная пешка · d4 чёрная пешка · h4 белая ладья · a3 белая пешка · g3 белая пешка · c2 чёрная пешка · f2 белая пешка · g2 белый слон · a1 белая ладья · g1 белый король | c8 чёрная ладья · f8 чёрный ферзь · g8 чёрный король · a7 чёрная ладья · f7 чёрная пешка · h7 чёрная пешка · a6 чёрный слон · e6 чёрная пешка · f6 белый слон · g6 чёрная пешка · h6 белый ферзь · a5 чёрный конь · e5 белая пешка · h5 белая пешка · a4 чёрная пешка · d4 чёрная пешка · h4 белая ладья · a3 белая пешка · g3 белая пешка · c2 чёрная пешка · f2 белая пешка · g2 белый слон · a1 белая ладья · g1 белый король | c8 чёрная ладья · f8 чёрный ферзь · g8 чёрный король · a7 чёрная ладья · f7 чёрная пешка · h7 чёрная пешка · a6 чёрный слон · e6 чёрная пешка · f6 белый слон · g6 чёрная пешка · h6 белый ферзь · a5 чёрный конь · e5 белая пешка · h5 белая пешка · a4 чёрная пешка · d4 чёрная пешка · h4 белая ладья · a3 белая пешка · g3 белая пешка · c2 чёрная пешка · f2 белая пешка · g2 белый слон · a1 белая ладья · g1 белый король | 8 |
| 7 | c8 чёрная ладья · f8 чёрный ферзь · g8 чёрный король · a7 чёрная ладья · f7 чёрная пешка · h7 чёрная пешка · a6 чёрный слон · e6 чёрная пешка · f6 белый слон · g6 чёрная пешка · h6 белый ферзь · a5 чёрный конь · e5 белая пешка · h5 белая пешка · a4 чёрная пешка · d4 чёрная пешка · h4 белая ладья · a3 белая пешка · g3 белая пешка · c2 чёрная пешка · f2 белая пешка · g2 белый слон · a1 белая ладья · g1 белый король | c8 чёрная ладья · f8 чёрный ферзь · g8 чёрный король · a7 чёрная ладья · f7 чёрная пешка · h7 чёрная пешка · a6 чёрный слон · e6 чёрная пешка · f6 белый слон · g6 чёрная пешка · h6 белый ферзь · a5 чёрный конь · e5 белая пешка · h5 белая пешка · a4 чёрная пешка · d4 чёрная пешка · h4 белая ладья · a3 белая пешка · g3 белая пешка · c2 чёрная пешка · f2 белая пешка · g2 белый слон · a1 белая ладья · g1 белый король | c8 чёрная ладья · f8 чёрный ферзь · g8 чёрный король · a7 чёрная ладья · f7 чёрная пешка · h7 чёрная пешка · a6 чёрный слон · e6 чёрная пешка · f6 белый слон · g6 чёрная пешка · h6 белый ферзь · a5 чёрный конь · e5 белая пешка · h5 белая пешка · a4 чёрная пешка · d4 чёрная пешка · h4 белая ладья · a3 белая пешка · g3 белая пешка · c2 чёрная пешка · f2 белая пешка · g2 белый слон · a1 белая ладья · g1 белый король | c8 чёрная ладья · f8 чёрный ферзь · g8 чёрный король · a7 чёрная ладья · f7 чёрная пешка · h7 чёрная пешка · a6 чёрный слон · e6 чёрная пешка · f6 белый слон · g6 чёрная пешка · h6 белый ферзь · a5 чёрный конь · e5 белая пешка · h5 белая пешка · a4 чёрная пешка · d4 чёрная пешка · h4 белая ладья · a3 белая пешка · g3 белая пешка · c2 чёрная пешка · f2 белая пешка · g2 белый слон · a1 белая ладья · g1 белый король | c8 чёрная ладья · f8 чёрный ферзь · g8 чёрный король · a7 чёрная ладья · f7 чёрная пешка · h7 чёрная пешка · a6 чёрный слон · e6 чёрная пешка · f6 белый слон · g6 чёрная пешка · h6 белый ферзь · a5 чёрный конь · e5 белая пешка · h5 белая пешка · a4 чёрная пешка · d4 чёрная пешка · h4 белая ладья · a3 белая пешка · g3 белая пешка · c2 чёрная пешка · f2 белая пешка · g2 белый слон · a1 белая ладья · g1 белый король | c8 чёрная ладья · f8 чёрный ферзь · g8 чёрный король · a7 чёрная ладья · f7 чёрная пешка · h7 чёрная пешка · a6 чёрный слон · e6 чёрная пешка · f6 белый слон · g6 чёрная пешка · h6 белый ферзь · a5 чёрный конь · e5 белая пешка · h5 белая пешка · a4 чёрная пешка · d4 чёрная пешка · h4 белая ладья · a3 белая пешка · g3 белая пешка · c2 чёрная пешка · f2 белая пешка · g2 белый слон · a1 белая ладья · g1 белый король | c8 чёрная ладья · f8 чёрный ферзь · g8 чёрный король · a7 чёрная ладья · f7 чёрная пешка · h7 чёрная пешка · a6 чёрный слон · e6 чёрная пешка · f6 белый слон · g6 чёрная пешка · h6 белый ферзь · a5 чёрный конь · e5 белая пешка · h5 белая пешка · a4 чёрная пешка · d4 чёрная пешка · h4 белая ладья · a3 белая пешка · g3 белая пешка · c2 чёрная пешка · f2 белая пешка · g2 белый слон · a1 белая ладья · g1 белый король | c8 чёрная ладья · f8 чёрный ферзь · g8 чёрный король · a7 чёрная ладья · f7 чёрная пешка · h7 чёрная пешка · a6 чёрный слон · e6 чёрная пешка · f6 белый слон · g6 чёрная пешка · h6 белый ферзь · a5 чёрный конь · e5 белая пешка · h5 белая пешка · a4 чёрная пешка · d4 чёрная пешка · h4 белая ладья · a3 белая пешка · g3 белая пешка · c2 чёрная пешка · f2 белая пешка · g2 белый слон · a1 белая ладья · g1 белый король | 7 |
| 6 | c8 чёрная ладья · f8 чёрный ферзь · g8 чёрный король · a7 чёрная ладья · f7 чёрная пешка · h7 чёрная пешка · a6 чёрный слон · e6 чёрная пешка · f6 белый слон · g6 чёрная пешка · h6 белый ферзь · a5 чёрный конь · e5 белая пешка · h5 белая пешка · a4 чёрная пешка · d4 чёрная пешка · h4 белая ладья · a3 белая пешка · g3 белая пешка · c2 чёрная пешка · f2 белая пешка · g2 белый слон · a1 белая ладья · g1 белый король | c8 чёрная ладья · f8 чёрный ферзь · g8 чёрный король · a7 чёрная ладья · f7 чёрная пешка · h7 чёрная пешка · a6 чёрный слон · e6 чёрная пешка · f6 белый слон · g6 чёрная пешка · h6 белый ферзь · a5 чёрный конь · e5 белая пешка · h5 белая пешка · a4 чёрная пешка · d4 чёрная пешка · h4 белая ладья · a3 белая пешка · g3 белая пешка · c2 чёрная пешка · f2 белая пешка · g2 белый слон · a1 белая ладья · g1 белый король | c8 чёрная ладья · f8 чёрный ферзь · g8 чёрный король · a7 чёрная ладья · f7 чёрная пешка · h7 чёрная пешка · a6 чёрный слон · e6 чёрная пешка · f6 белый слон · g6 чёрная пешка · h6 белый ферзь · a5 чёрный конь · e5 белая пешка · h5 белая пешка · a4 чёрная пешка · d4 чёрная пешка · h4 белая ладья · a3 белая пешка · g3 белая пешка · c2 чёрная пешка · f2 белая пешка · g2 белый слон · a1 белая ладья · g1 белый король | c8 чёрная ладья · f8 чёрный ферзь · g8 чёрный король · a7 чёрная ладья · f7 чёрная пешка · h7 чёрная пешка · a6 чёрный слон · e6 чёрная пешка · f6 белый слон · g6 чёрная пешка · h6 белый ферзь · a5 чёрный конь · e5 белая пешка · h5 белая пешка · a4 чёрная пешка · d4 чёрная пешка · h4 белая ладья · a3 белая пешка · g3 белая пешка · c2 чёрная пешка · f2 белая пешка · g2 белый слон · a1 белая ладья · g1 белый король | c8 чёрная ладья · f8 чёрный ферзь · g8 чёрный король · a7 чёрная ладья · f7 чёрная пешка · h7 чёрная пешка · a6 чёрный слон · e6 чёрная пешка · f6 белый слон · g6 чёрная пешка · h6 белый ферзь · a5 чёрный конь · e5 белая пешка · h5 белая пешка · a4 чёрная пешка · d4 чёрная пешка · h4 белая ладья · a3 белая пешка · g3 белая пешка · c2 чёрная пешка · f2 белая пешка · g2 белый слон · a1 белая ладья · g1 белый король | c8 чёрная ладья · f8 чёрный ферзь · g8 чёрный король · a7 чёрная ладья · f7 чёрная пешка · h7 чёрная пешка · a6 чёрный слон · e6 чёрная пешка · f6 белый слон · g6 чёрная пешка · h6 белый ферзь · a5 чёрный конь · e5 белая пешка · h5 белая пешка · a4 чёрная пешка · d4 чёрная пешка · h4 белая ладья · a3 белая пешка · g3 белая пешка · c2 чёрная пешка · f2 белая пешка · g2 белый слон · a1 белая ладья · g1 белый король | c8 чёрная ладья · f8 чёрный ферзь · g8 чёрный король · a7 чёрная ладья · f7 чёрная пешка · h7 чёрная пешка · a6 чёрный слон · e6 чёрная пешка · f6 белый слон · g6 чёрная пешка · h6 белый ферзь · a5 чёрный конь · e5 белая пешка · h5 белая пешка · a4 чёрная пешка · d4 чёрная пешка · h4 белая ладья · a3 белая пешка · g3 белая пешка · c2 чёрная пешка · f2 белая пешка · g2 белый слон · a1 белая ладья · g1 белый король | c8 чёрная ладья · f8 чёрный ферзь · g8 чёрный король · a7 чёрная ладья · f7 чёрная пешка · h7 чёрная пешка · a6 чёрный слон · e6 чёрная пешка · f6 белый слон · g6 чёрная пешка · h6 белый ферзь · a5 чёрный конь · e5 белая пешка · h5 белая пешка · a4 чёрная пешка · d4 чёрная пешка · h4 белая ладья · a3 белая пешка · g3 белая пешка · c2 чёрная пешка · f2 белая пешка · g2 белый слон · a1 белая ладья · g1 белый король | 6 |
| 5 | c8 чёрная ладья · f8 чёрный ферзь · g8 чёрный король · a7 чёрная ладья · f7 чёрная пешка · h7 чёрная пешка · a6 чёрный слон · e6 чёрная пешка · f6 белый слон · g6 чёрная пешка · h6 белый ферзь · a5 чёрный конь · e5 белая пешка · h5 белая пешка · a4 чёрная пешка · d4 чёрная пешка · h4 белая ладья · a3 белая пешка · g3 белая пешка · c2 чёрная пешка · f2 белая пешка · g2 белый слон · a1 белая ладья · g1 белый король | c8 чёрная ладья · f8 чёрный ферзь · g8 чёрный король · a7 чёрная ладья · f7 чёрная пешка · h7 чёрная пешка · a6 чёрный слон · e6 чёрная пешка · f6 белый слон · g6 чёрная пешка · h6 белый ферзь · a5 чёрный конь · e5 белая пешка · h5 белая пешка · a4 чёрная пешка · d4 чёрная пешка · h4 белая ладья · a3 белая пешка · g3 белая пешка · c2 чёрная пешка · f2 белая пешка · g2 белый слон · a1 белая ладья · g1 белый король | c8 чёрная ладья · f8 чёрный ферзь · g8 чёрный король · a7 чёрная ладья · f7 чёрная пешка · h7 чёрная пешка · a6 чёрный слон · e6 чёрная пешка · f6 белый слон · g6 чёрная пешка · h6 белый ферзь · a5 чёрный конь · e5 белая пешка · h5 белая пешка · a4 чёрная пешка · d4 чёрная пешка · h4 белая ладья · a3 белая пешка · g3 белая пешка · c2 чёрная пешка · f2 белая пешка · g2 белый слон · a1 белая ладья · g1 белый король | c8 чёрная ладья · f8 чёрный ферзь · g8 чёрный король · a7 чёрная ладья · f7 чёрная пешка · h7 чёрная пешка · a6 чёрный слон · e6 чёрная пешка · f6 белый слон · g6 чёрная пешка · h6 белый ферзь · a5 чёрный конь · e5 белая пешка · h5 белая пешка · a4 чёрная пешка · d4 чёрная пешка · h4 белая ладья · a3 белая пешка · g3 белая пешка · c2 чёрная пешка · f2 белая пешка · g2 белый слон · a1 белая ладья · g1 белый король | c8 чёрная ладья · f8 чёрный ферзь · g8 чёрный король · a7 чёрная ладья · f7 чёрная пешка · h7 чёрная пешка · a6 чёрный слон · e6 чёрная пешка · f6 белый слон · g6 чёрная пешка · h6 белый ферзь · a5 чёрный конь · e5 белая пешка · h5 белая пешка · a4 чёрная пешка · d4 чёрная пешка · h4 белая ладья · a3 белая пешка · g3 белая пешка · c2 чёрная пешка · f2 белая пешка · g2 белый слон · a1 белая ладья · g1 белый король | c8 чёрная ладья · f8 чёрный ферзь · g8 чёрный король · a7 чёрная ладья · f7 чёрная пешка · h7 чёрная пешка · a6 чёрный слон · e6 чёрная пешка · f6 белый слон · g6 чёрная пешка · h6 белый ферзь · a5 чёрный конь · e5 белая пешка · h5 белая пешка · a4 чёрная пешка · d4 чёрная пешка · h4 белая ладья · a3 белая пешка · g3 белая пешка · c2 чёрная пешка · f2 белая пешка · g2 белый слон · a1 белая ладья · g1 белый король | c8 чёрная ладья · f8 чёрный ферзь · g8 чёрный король · a7 чёрная ладья · f7 чёрная пешка · h7 чёрная пешка · a6 чёрный слон · e6 чёрная пешка · f6 белый слон · g6 чёрная пешка · h6 белый ферзь · a5 чёрный конь · e5 белая пешка · h5 белая пешка · a4 чёрная пешка · d4 чёрная пешка · h4 белая ладья · a3 белая пешка · g3 белая пешка · c2 чёрная пешка · f2 белая пешка · g2 белый слон · a1 белая ладья · g1 белый король | c8 чёрная ладья · f8 чёрный ферзь · g8 чёрный король · a7 чёрная ладья · f7 чёрная пешка · h7 чёрная пешка · a6 чёрный слон · e6 чёрная пешка · f6 белый слон · g6 чёрная пешка · h6 белый ферзь · a5 чёрный конь · e5 белая пешка · h5 белая пешка · a4 чёрная пешка · d4 чёрная пешка · h4 белая ладья · a3 белая пешка · g3 белая пешка · c2 чёрная пешка · f2 белая пешка · g2 белый слон · a1 белая ладья · g1 белый король | 5 |
| 4 | c8 чёрная ладья · f8 чёрный ферзь · g8 чёрный король · a7 чёрная ладья · f7 чёрная пешка · h7 чёрная пешка · a6 чёрный слон · e6 чёрная пешка · f6 белый слон · g6 чёрная пешка · h6 белый ферзь · a5 чёрный конь · e5 белая пешка · h5 белая пешка · a4 чёрная пешка · d4 чёрная пешка · h4 белая ладья · a3 белая пешка · g3 белая пешка · c2 чёрная пешка · f2 белая пешка · g2 белый слон · a1 белая ладья · g1 белый король | c8 чёрная ладья · f8 чёрный ферзь · g8 чёрный король · a7 чёрная ладья · f7 чёрная пешка · h7 чёрная пешка · a6 чёрный слон · e6 чёрная пешка · f6 белый слон · g6 чёрная пешка · h6 белый ферзь · a5 чёрный конь · e5 белая пешка · h5 белая пешка · a4 чёрная пешка · d4 чёрная пешка · h4 белая ладья · a3 белая пешка · g3 белая пешка · c2 чёрная пешка · f2 белая пешка · g2 белый слон · a1 белая ладья · g1 белый король | c8 чёрная ладья · f8 чёрный ферзь · g8 чёрный король · a7 чёрная ладья · f7 чёрная пешка · h7 чёрная пешка · a6 чёрный слон · e6 чёрная пешка · f6 белый слон · g6 чёрная пешка · h6 белый ферзь · a5 чёрный конь · e5 белая пешка · h5 белая пешка · a4 чёрная пешка · d4 чёрная пешка · h4 белая ладья · a3 белая пешка · g3 белая пешка · c2 чёрная пешка · f2 белая пешка · g2 белый слон · a1 белая ладья · g1 белый король | c8 чёрная ладья · f8 чёрный ферзь · g8 чёрный король · a7 чёрная ладья · f7 чёрная пешка · h7 чёрная пешка · a6 чёрный слон · e6 чёрная пешка · f6 белый слон · g6 чёрная пешка · h6 белый ферзь · a5 чёрный конь · e5 белая пешка · h5 белая пешка · a4 чёрная пешка · d4 чёрная пешка · h4 белая ладья · a3 белая пешка · g3 белая пешка · c2 чёрная пешка · f2 белая пешка · g2 белый слон · a1 белая ладья · g1 белый король | c8 чёрная ладья · f8 чёрный ферзь · g8 чёрный король · a7 чёрная ладья · f7 чёрная пешка · h7 чёрная пешка · a6 чёрный слон · e6 чёрная пешка · f6 белый слон · g6 чёрная пешка · h6 белый ферзь · a5 чёрный конь · e5 белая пешка · h5 белая пешка · a4 чёрная пешка · d4 чёрная пешка · h4 белая ладья · a3 белая пешка · g3 белая пешка · c2 чёрная пешка · f2 белая пешка · g2 белый слон · a1 белая ладья · g1 белый король | c8 чёрная ладья · f8 чёрный ферзь · g8 чёрный король · a7 чёрная ладья · f7 чёрная пешка · h7 чёрная пешка · a6 чёрный слон · e6 чёрная пешка · f6 белый слон · g6 чёрная пешка · h6 белый ферзь · a5 чёрный конь · e5 белая пешка · h5 белая пешка · a4 чёрная пешка · d4 чёрная пешка · h4 белая ладья · a3 белая пешка · g3 белая пешка · c2 чёрная пешка · f2 белая пешка · g2 белый слон · a1 белая ладья · g1 белый король | c8 чёрная ладья · f8 чёрный ферзь · g8 чёрный король · a7 чёрная ладья · f7 чёрная пешка · h7 чёрная пешка · a6 чёрный слон · e6 чёрная пешка · f6 белый слон · g6 чёрная пешка · h6 белый ферзь · a5 чёрный конь · e5 белая пешка · h5 белая пешка · a4 чёрная пешка · d4 чёрная пешка · h4 белая ладья · a3 белая пешка · g3 белая пешка · c2 чёрная пешка · f2 белая пешка · g2 белый слон · a1 белая ладья · g1 белый король | c8 чёрная ладья · f8 чёрный ферзь · g8 чёрный король · a7 чёрная ладья · f7 чёрная пешка · h7 чёрная пешка · a6 чёрный слон · e6 чёрная пешка · f6 белый слон · g6 чёрная пешка · h6 белый ферзь · a5 чёрный конь · e5 белая пешка · h5 белая пешка · a4 чёрная пешка · d4 чёрная пешка · h4 белая ладья · a3 белая пешка · g3 белая пешка · c2 чёрная пешка · f2 белая пешка · g2 белый слон · a1 белая ладья · g1 белый король | 4 |
| 3 | c8 чёрная ладья · f8 чёрный ферзь · g8 чёрный король · a7 чёрная ладья · f7 чёрная пешка · h7 чёрная пешка · a6 чёрный слон · e6 чёрная пешка · f6 белый слон · g6 чёрная пешка · h6 белый ферзь · a5 чёрный конь · e5 белая пешка · h5 белая пешка · a4 чёрная пешка · d4 чёрная пешка · h4 белая ладья · a3 белая пешка · g3 белая пешка · c2 чёрная пешка · f2 белая пешка · g2 белый слон · a1 белая ладья · g1 белый король | c8 чёрная ладья · f8 чёрный ферзь · g8 чёрный король · a7 чёрная ладья · f7 чёрная пешка · h7 чёрная пешка · a6 чёрный слон · e6 чёрная пешка · f6 белый слон · g6 чёрная пешка · h6 белый ферзь · a5 чёрный конь · e5 белая пешка · h5 белая пешка · a4 чёрная пешка · d4 чёрная пешка · h4 белая ладья · a3 белая пешка · g3 белая пешка · c2 чёрная пешка · f2 белая пешка · g2 белый слон · a1 белая ладья · g1 белый король | c8 чёрная ладья · f8 чёрный ферзь · g8 чёрный король · a7 чёрная ладья · f7 чёрная пешка · h7 чёрная пешка · a6 чёрный слон · e6 чёрная пешка · f6 белый слон · g6 чёрная пешка · h6 белый ферзь · a5 чёрный конь · e5 белая пешка · h5 белая пешка · a4 чёрная пешка · d4 чёрная пешка · h4 белая ладья · a3 белая пешка · g3 белая пешка · c2 чёрная пешка · f2 белая пешка · g2 белый слон · a1 белая ладья · g1 белый король | c8 чёрная ладья · f8 чёрный ферзь · g8 чёрный король · a7 чёрная ладья · f7 чёрная пешка · h7 чёрная пешка · a6 чёрный слон · e6 чёрная пешка · f6 белый слон · g6 чёрная пешка · h6 белый ферзь · a5 чёрный конь · e5 белая пешка · h5 белая пешка · a4 чёрная пешка · d4 чёрная пешка · h4 белая ладья · a3 белая пешка · g3 белая пешка · c2 чёрная пешка · f2 белая пешка · g2 белый слон · a1 белая ладья · g1 белый король | c8 чёрная ладья · f8 чёрный ферзь · g8 чёрный король · a7 чёрная ладья · f7 чёрная пешка · h7 чёрная пешка · a6 чёрный слон · e6 чёрная пешка · f6 белый слон · g6 чёрная пешка · h6 белый ферзь · a5 чёрный конь · e5 белая пешка · h5 белая пешка · a4 чёрная пешка · d4 чёрная пешка · h4 белая ладья · a3 белая пешка · g3 белая пешка · c2 чёрная пешка · f2 белая пешка · g2 белый слон · a1 белая ладья · g1 белый король | c8 чёрная ладья · f8 чёрный ферзь · g8 чёрный король · a7 чёрная ладья · f7 чёрная пешка · h7 чёрная пешка · a6 чёрный слон · e6 чёрная пешка · f6 белый слон · g6 чёрная пешка · h6 белый ферзь · a5 чёрный конь · e5 белая пешка · h5 белая пешка · a4 чёрная пешка · d4 чёрная пешка · h4 белая ладья · a3 белая пешка · g3 белая пешка · c2 чёрная пешка · f2 белая пешка · g2 белый слон · a1 белая ладья · g1 белый король | c8 чёрная ладья · f8 чёрный ферзь · g8 чёрный король · a7 чёрная ладья · f7 чёрная пешка · h7 чёрная пешка · a6 чёрный слон · e6 чёрная пешка · f6 белый слон · g6 чёрная пешка · h6 белый ферзь · a5 чёрный конь · e5 белая пешка · h5 белая пешка · a4 чёрная пешка · d4 чёрная пешка · h4 белая ладья · a3 белая пешка · g3 белая пешка · c2 чёрная пешка · f2 белая пешка · g2 белый слон · a1 белая ладья · g1 белый король | c8 чёрная ладья · f8 чёрный ферзь · g8 чёрный король · a7 чёрная ладья · f7 чёрная пешка · h7 чёрная пешка · a6 чёрный слон · e6 чёрная пешка · f6 белый слон · g6 чёрная пешка · h6 белый ферзь · a5 чёрный конь · e5 белая пешка · h5 белая пешка · a4 чёрная пешка · d4 чёрная пешка · h4 белая ладья · a3 белая пешка · g3 белая пешка · c2 чёрная пешка · f2 белая пешка · g2 белый слон · a1 белая ладья · g1 белый король | 3 |
| 2 | c8 чёрная ладья · f8 чёрный ферзь · g8 чёрный король · a7 чёрная ладья · f7 чёрная пешка · h7 чёрная пешка · a6 чёрный слон · e6 чёрная пешка · f6 белый слон · g6 чёрная пешка · h6 белый ферзь · a5 чёрный конь · e5 белая пешка · h5 белая пешка · a4 чёрная пешка · d4 чёрная пешка · h4 белая ладья · a3 белая пешка · g3 белая пешка · c2 чёрная пешка · f2 белая пешка · g2 белый слон · a1 белая ладья · g1 белый король | c8 чёрная ладья · f8 чёрный ферзь · g8 чёрный король · a7 чёрная ладья · f7 чёрная пешка · h7 чёрная пешка · a6 чёрный слон · e6 чёрная пешка · f6 белый слон · g6 чёрная пешка · h6 белый ферзь · a5 чёрный конь · e5 белая пешка · h5 белая пешка · a4 чёрная пешка · d4 чёрная пешка · h4 белая ладья · a3 белая пешка · g3 белая пешка · c2 чёрная пешка · f2 белая пешка · g2 белый слон · a1 белая ладья · g1 белый король | c8 чёрная ладья · f8 чёрный ферзь · g8 чёрный король · a7 чёрная ладья · f7 чёрная пешка · h7 чёрная пешка · a6 чёрный слон · e6 чёрная пешка · f6 белый слон · g6 чёрная пешка · h6 белый ферзь · a5 чёрный конь · e5 белая пешка · h5 белая пешка · a4 чёрная пешка · d4 чёрная пешка · h4 белая ладья · a3 белая пешка · g3 белая пешка · c2 чёрная пешка · f2 белая пешка · g2 белый слон · a1 белая ладья · g1 белый король | c8 чёрная ладья · f8 чёрный ферзь · g8 чёрный король · a7 чёрная ладья · f7 чёрная пешка · h7 чёрная пешка · a6 чёрный слон · e6 чёрная пешка · f6 белый слон · g6 чёрная пешка · h6 белый ферзь · a5 чёрный конь · e5 белая пешка · h5 белая пешка · a4 чёрная пешка · d4 чёрная пешка · h4 белая ладья · a3 белая пешка · g3 белая пешка · c2 чёрная пешка · f2 белая пешка · g2 белый слон · a1 белая ладья · g1 белый король | c8 чёрная ладья · f8 чёрный ферзь · g8 чёрный король · a7 чёрная ладья · f7 чёрная пешка · h7 чёрная пешка · a6 чёрный слон · e6 чёрная пешка · f6 белый слон · g6 чёрная пешка · h6 белый ферзь · a5 чёрный конь · e5 белая пешка · h5 белая пешка · a4 чёрная пешка · d4 чёрная пешка · h4 белая ладья · a3 белая пешка · g3 белая пешка · c2 чёрная пешка · f2 белая пешка · g2 белый слон · a1 белая ладья · g1 белый король | c8 чёрная ладья · f8 чёрный ферзь · g8 чёрный король · a7 чёрная ладья · f7 чёрная пешка · h7 чёрная пешка · a6 чёрный слон · e6 чёрная пешка · f6 белый слон · g6 чёрная пешка · h6 белый ферзь · a5 чёрный конь · e5 белая пешка · h5 белая пешка · a4 чёрная пешка · d4 чёрная пешка · h4 белая ладья · a3 белая пешка · g3 белая пешка · c2 чёрная пешка · f2 белая пешка · g2 белый слон · a1 белая ладья · g1 белый король | c8 чёрная ладья · f8 чёрный ферзь · g8 чёрный король · a7 чёрная ладья · f7 чёрная пешка · h7 чёрная пешка · a6 чёрный слон · e6 чёрная пешка · f6 белый слон · g6 чёрная пешка · h6 белый ферзь · a5 чёрный конь · e5 белая пешка · h5 белая пешка · a4 чёрная пешка · d4 чёрная пешка · h4 белая ладья · a3 белая пешка · g3 белая пешка · c2 чёрная пешка · f2 белая пешка · g2 белый слон · a1 белая ладья · g1 белый король | c8 чёрная ладья · f8 чёрный ферзь · g8 чёрный король · a7 чёрная ладья · f7 чёрная пешка · h7 чёрная пешка · a6 чёрный слон · e6 чёрная пешка · f6 белый слон · g6 чёрная пешка · h6 белый ферзь · a5 чёрный конь · e5 белая пешка · h5 белая пешка · a4 чёрная пешка · d4 чёрная пешка · h4 белая ладья · a3 белая пешка · g3 белая пешка · c2 чёрная пешка · f2 белая пешка · g2 белый слон · a1 белая ладья · g1 белый король | 2 |
| 1 | c8 чёрная ладья · f8 чёрный ферзь · g8 чёрный король · a7 чёрная ладья · f7 чёрная пешка · h7 чёрная пешка · a6 чёрный слон · e6 чёрная пешка · f6 белый слон · g6 чёрная пешка · h6 белый ферзь · a5 чёрный конь · e5 белая пешка · h5 белая пешка · a4 чёрная пешка · d4 чёрная пешка · h4 белая ладья · a3 белая пешка · g3 белая пешка · c2 чёрная пешка · f2 белая пешка · g2 белый слон · a1 белая ладья · g1 белый король | c8 чёрная ладья · f8 чёрный ферзь · g8 чёрный король · a7 чёрная ладья · f7 чёрная пешка · h7 чёрная пешка · a6 чёрный слон · e6 чёрная пешка · f6 белый слон · g6 чёрная пешка · h6 белый ферзь · a5 чёрный конь · e5 белая пешка · h5 белая пешка · a4 чёрная пешка · d4 чёрная пешка · h4 белая ладья · a3 белая пешка · g3 белая пешка · c2 чёрная пешка · f2 белая пешка · g2 белый слон · a1 белая ладья · g1 белый король | c8 чёрная ладья · f8 чёрный ферзь · g8 чёрный король · a7 чёрная ладья · f7 чёрная пешка · h7 чёрная пешка · a6 чёрный слон · e6 чёрная пешка · f6 белый слон · g6 чёрная пешка · h6 белый ферзь · a5 чёрный конь · e5 белая пешка · h5 белая пешка · a4 чёрная пешка · d4 чёрная пешка · h4 белая ладья · a3 белая пешка · g3 белая пешка · c2 чёрная пешка · f2 белая пешка · g2 белый слон · a1 белая ладья · g1 белый король | c8 чёрная ладья · f8 чёрный ферзь · g8 чёрный король · a7 чёрная ладья · f7 чёрная пешка · h7 чёрная пешка · a6 чёрный слон · e6 чёрная пешка · f6 белый слон · g6 чёрная пешка · h6 белый ферзь · a5 чёрный конь · e5 белая пешка · h5 белая пешка · a4 чёрная пешка · d4 чёрная пешка · h4 белая ладья · a3 белая пешка · g3 белая пешка · c2 чёрная пешка · f2 белая пешка · g2 белый слон · a1 белая ладья · g1 белый король | c8 чёрная ладья · f8 чёрный ферзь · g8 чёрный король · a7 чёрная ладья · f7 чёрная пешка · h7 чёрная пешка · a6 чёрный слон · e6 чёрная пешка · f6 белый слон · g6 чёрная пешка · h6 белый ферзь · a5 чёрный конь · e5 белая пешка · h5 белая пешка · a4 чёрная пешка · d4 чёрная пешка · h4 белая ладья · a3 белая пешка · g3 белая пешка · c2 чёрная пешка · f2 белая пешка · g2 белый слон · a1 белая ладья · g1 белый король | c8 чёрная ладья · f8 чёрный ферзь · g8 чёрный король · a7 чёрная ладья · f7 чёрная пешка · h7 чёрная пешка · a6 чёрный слон · e6 чёрная пешка · f6 белый слон · g6 чёрная пешка · h6 белый ферзь · a5 чёрный конь · e5 белая пешка · h5 белая пешка · a4 чёрная пешка · d4 чёрная пешка · h4 белая ладья · a3 белая пешка · g3 белая пешка · c2 чёрная пешка · f2 белая пешка · g2 белый слон · a1 белая ладья · g1 белый король | c8 чёрная ладья · f8 чёрный ферзь · g8 чёрный король · a7 чёрная ладья · f7 чёрная пешка · h7 чёрная пешка · a6 чёрный слон · e6 чёрная пешка · f6 белый слон · g6 чёрная пешка · h6 белый ферзь · a5 чёрный конь · e5 белая пешка · h5 белая пешка · a4 чёрная пешка · d4 чёрная пешка · h4 белая ладья · a3 белая пешка · g3 белая пешка · c2 чёрная пешка · f2 белая пешка · g2 белый слон · a1 белая ладья · g1 белый король | c8 чёрная ладья · f8 чёрный ферзь · g8 чёрный король · a7 чёрная ладья · f7 чёрная пешка · h7 чёрная пешка · a6 чёрный слон · e6 чёрная пешка · f6 белый слон · g6 чёрная пешка · h6 белый ферзь · a5 чёрный конь · e5 белая пешка · h5 белая пешка · a4 чёрная пешка · d4 чёрная пешка · h4 белая ладья · a3 белая пешка · g3 белая пешка · c2 чёрная пешка · f2 белая пешка · g2 белый слон · a1 белая ладья · g1 белый король | 1 |
|   | a | b | c | d | e | f | g | h |   |

В партии Р. Фишер — Л. Мягмарсурен (Сус, 1967) белые проводят эффективную матовую комбинацию путём уничтожения защиты: 
 1.Ф:h7+! Кр:h7 
 2.hg+ Кр:g6 
 3.Се4#